# 狩川
狩川（かりがわ）は、神奈川県の足柄平野西部を流れ酒匂川に合流する二級河川。二級河川部分の延長は13.64kmである。

## 地理
神奈川県南足柄市の金時山東斜面に源を発し北上、その後足柄街道（県道78号線）に沿って流れる。南足柄市役所や大雄山駅近くからは県道74号線に沿って概ね南東へ向かって流れ、小田原市飯泉の国道255号飯泉橋付近で酒匂川に合流する。

## 流域の自治体
- 神奈川県南足柄市および小田原市

## 足柄・桧山水源林
明神ヶ岳北麓に広がる森林であり、足柄・桧山水源林として水源の森百選に指定されている。
| 山岳     | 面積(ha) | 標高(m)   | 人工林(%) | 天然林(%) | 主な樹種                   | 制限林           | 種類         | 流量(m3/日) |
| -------- | -------- | --------- | --------- | --------- | -------------------------- | ---------------- | ------------ | ----------- |
| 明神ヶ岳 | 118      | 620 ～940 | 48        | 52        | スギ・マツ・ケヤキ・コナラ | 水源かん養保安林 | 流水（狩川） | 15,000      |

箱根山の古期外輪山の裾野にあたり、南足柄市の上水道源として利用されている。昭和初期より公有林として整備されてきた樹齢80年の広葉樹と針葉樹が混在する森である。
- 所在地：神奈川県南足柄市矢倉沢字桧山（データは指定年1995年（平成7年）7月）

## 支流
- 要定川
- 洞川
- 貝沢川
- 大雄川

## 橋梁
- 大雄橋（足柄街道）
- 神奈川県道74号線
- 伊豆箱根鉄道大雄山線鉄橋
- 神奈川県道717号線
- 小田原厚木道路
- 小田急電鉄小田原線鉄橋
- 神奈川県道720号線